# Абрамс, Джеральд Уильям
Джеральд У. Абрамс (англ. Gerald W. Abrams) — американский телепродюсер и отец Дж. Дж. Абрамса.

## Биография
Родился в США 26 сентября 1939 года в еврейской семье. Окончил Университет штата Пенсильвания.
Абрамс спродюсировал более 70 кино- и телефильмов и сериалов. В некоторых участвовал в качестве актёра. В частности, в фильмам своего сына Дж. Дж. Абрамса «Звёздный путь», «Стартрек: Возмездие», «Звёздные войны: Пробуждение силы».

## Награды и номинации

### Награды
- 2001 — Джемини :
  - Лучший драматический мини-сериал или фильм на ТВ («Нюрнберг»)

### Номинации
- 1990 — Прайм-таймовая премия «Эмми» :
  - Лучший мини-сериал или фильм на ТВ («Семья шпионов»)
- 2001 — Прайм-таймовая премия «Эмми» :
  - Лучший мини-сериал или фильм на ТВ («Нюрнберг»)

## Семья
- Отец — Сэмюэл Дэвид Абрамс (1908—1990)
- Мать — Лилиан Абрамс (1909—1998)
- Брат — Алан Ричард Абрамс (1948—1951)
- Жена — продюсер и автор программ Кэрол Абрамс (в девичестве Кельвин) (1942—2014), в браке 38 лет
  - Сын — режиссёр Дж. Дж. Абрамс (род. 1966)[4]
  - Дочь — сценарист Трейси Розен (род. 1968)